# Bonbon miel
 (février 2024).
Si vous disposez d'ouvrages ou d'articles de référence ou si vous connaissez des sites web de qualité traitant du thème abordé ici, merci de compléter l'article en donnant les références utiles à sa vérifiabilité et en les liant à la section « Notes et références ».

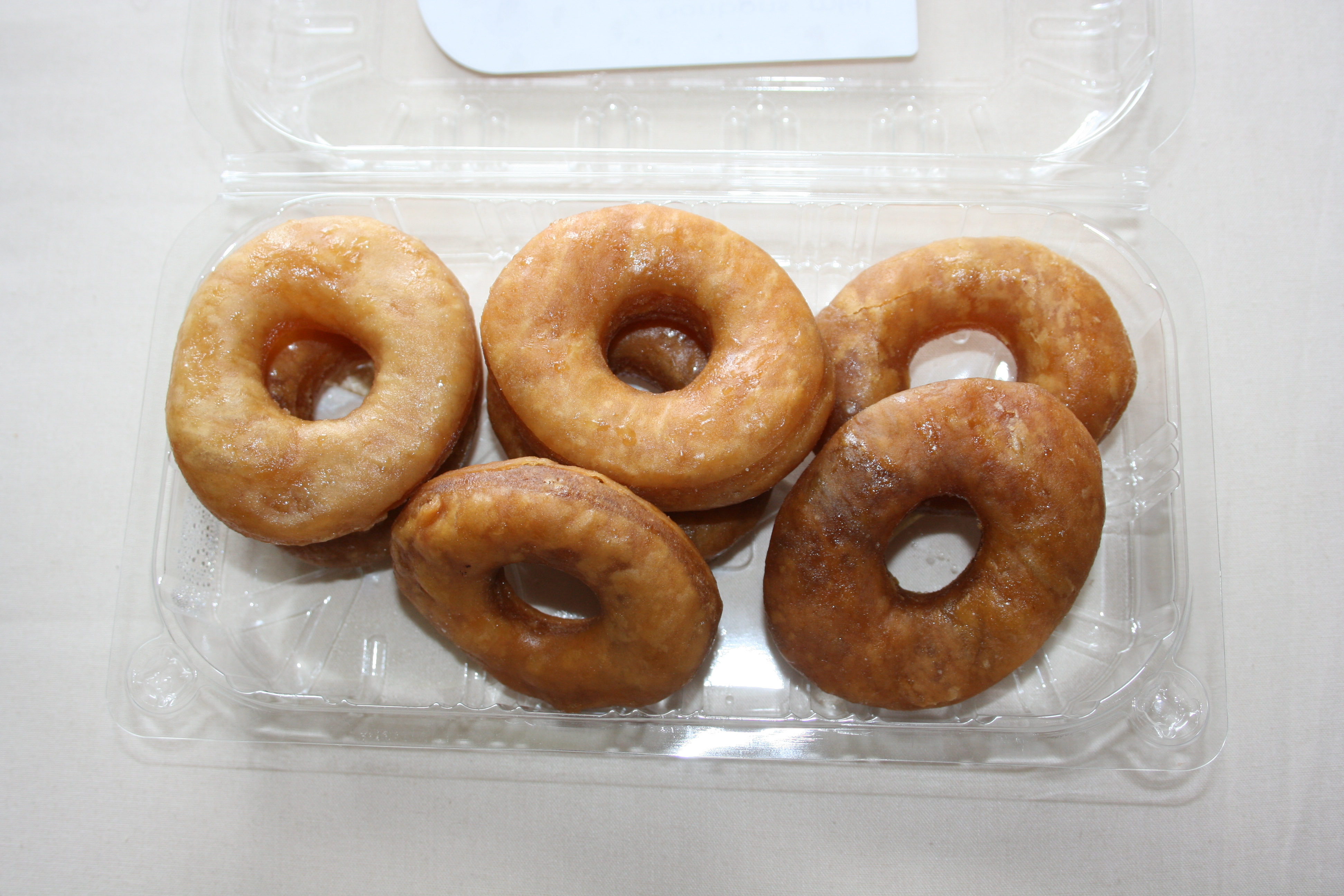
Bonbons miel dans une barquette transparente.

Le bonbon miel est une petite pâtisserie au miel consommée à La Réunion. 

## Description
Cette friandise réunionnaise est fabriquée à partir d'une pâte à base d'eau, de levure chimique, de farine de blé et de farine de riz à laquelle on fait subir une friture qu'on imbibe après cuisson d'un sirop de miel et de sucre roux. Il peut être aromatisé à la vanille. Il se présente sous la forme d'une petite tore de moindre taille qu'un donut dans sa version artisanale et industrielle la plus connue. Ferme et croustillant à l'extérieur, son intérieur est gorgée d'un sirop de miel liquide qui lui donne une texture fondante et moelleuse avec le miel qui s'écoule lors de la degustation. Toujours présente dans les traditionnelles boutiques chinois, on les retrouve aussi dans la plupart des supermarchés et des patisseries de l'île.

## Origine
Sa version traditionnelle dite "bonbon miel lontan" se présente sous la forme d'une spirale qui ressemble au Jalebi consommée en Inde et au Pakistan.